# Maggie Reilly
Maggie Reilly (Glasgow, 15 de Setembro de 1956) é uma cantora e vocalista escocesa que ficou mundialmente famosa por ter colaborado com o compositor Mike Oldfield entre 1980 e 1984. Ficou muito conhecida especialmente por interpretar as vozes em "Family Man" e outras faixas nos álbuns Five Miles Out (1982), "Moonlight Shadow" (1983), "Crises" (1983) e "To France" (1984). Ela também fez parte da banda Cado Belle, tendo publicado com eles um álbum em 1976.
Em 1992, publicou o seu álbum solo de estreia, Echoes, cujos principais sucesso foram os temas "Everytime ", "Tears In The Rain" e "Wait", seguiu-se o álbum Midnight Sun (1993), Elena (1996) e Starcrossed (2000).
Reilly trabalhou também para outros artistas, como Mike Batt, Jack Bruce, Dave Greenfield & Jean-Jacques Burnel, Lesiëm, Ralph McTell, Simon Nicol, Runrig, The Sisters of Mercy, e Smokie.

## Discografia
- Echoes (1992)
- Midnight Sun (1993)
- All the mixes (1996)
- Elena (1996)
- Elena: The Mixes (1997)
- The Best of Maggie Reilly: There and Back Again (1998)
- Starcrossed (2000)
- Save It for a Rainy Day (2002)
- Rowan (15 de Setembro de 2006)